# Batalla de Kruty (2022)
La batalla de Kruty de 2022 se libraron entre el 28 de febrero y el 1 de marzo de 2022 entre las aldeas de Pamyatne y Khoroshe Ozero, como parte de la ofensiva de Ucrania oriental durante la invasión rusa de Ucrania de 2022.

## Batalla
Como resultado del ataque de fuego del huracán MLRS, el movimiento de la columna rusa se retrasó.
Entre las aldeas de Pamyatne y Khoroshe Ozero, hubo una batalla entre las fuerzas ucranianas y las tropas rusas. Los ucranianos afirman que los cuerpos de 200 soldados y oficiales rusos muertos en 2 camiones KAMAZ fueron llevados a la región de Sumy a través del pueblo de Plysky. Según informes de Ukrinform, los soldados rusos habían disparado contra el Monumento a los héroes de Kruty antes de los enfrentamientos.